# Kľačno
Kľačno (bis 1948 slowakisch „Gajdel“; deutsch Gaidel, ungarisch Nyitrafő – bis 1907 Gajdel) ist eine Gemeinde im Westen der Slowakei, mit 1076 Einwohnern (Stand 31. Dezember 2024) und liegt im Okres Prievidza, der zum Trenčiansky kraj gehört.

## Geographie

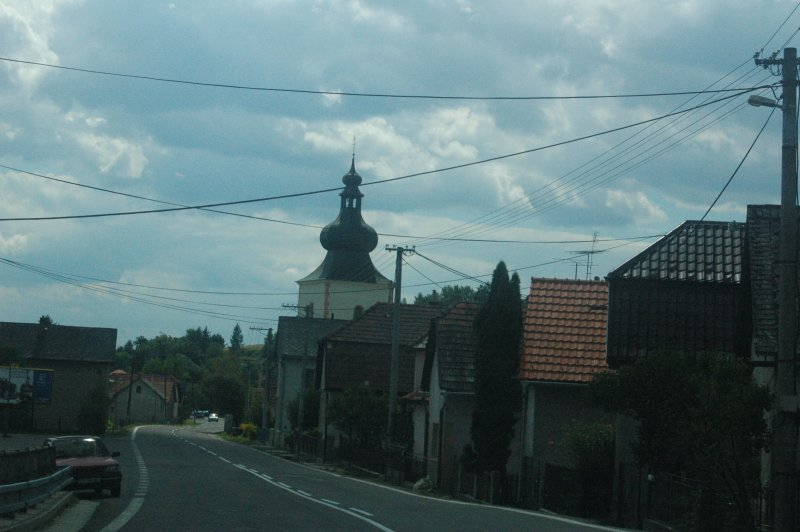
Hauptstraße des Dorfes

Die zum historischen Hauerland gehörende Gemeinde liegt im Talkessel Hornonitrianska kotlina, der vom Süden her hinausragt, umgeben von den Gebirgen Žiar im Osten, Kleine Fatra im Norden und Strážovské vrchy im Westen. Nördlich des Ortes entspringt der Fluss Nitra, der durch Kľačno auf seinem Weg nach Süden fließt. Das Ortszentrum ist 17 Kilometer von Prievidza und 44 Kilometer von Žilina entfernt.

## Geschichte
Der Ort entstand im Rahmen der deutschen Kolonisierung im Königreich Ungarn, die nach dem Mongolensturm im Jahr 1241 seinen Höhenpunkt erreichte. In einer Urkunde aus dem Jahr 1413 wird der Ort als Geidel erwähnt, der zum Herrschaftsgut von Weinitz gehörte. Die Hauptbeschäftigungen waren Goldförderung, Forst- und Landwirtschaft, seit der Neuzeit ersetzen verschiedene Handwerke verschwindende Goldförderung. Im 16. Jahrhundert erreichte Gaidel den Status eines Städtchens, danach wurde aber von Kriegen und immer wechselnden Treue zwischen den römisch-katholischen und lutherischen Kirchen in Mitleidenschaft gezogen. 1828 werden 254 Häuser und 1774 Einwohner verzeichnet, mehrheitliche Deutsche. 1940 hatte der Ort 2297 Einwohner. Während des Slowakischen Nationalaufstandes kamen bei Gefechten 18 Partisanen ums Leben. 1945 wurde die Mehrheit der Einwohner von der Wehrmacht, die anschließend das Dorf fast vollständig zerstörte, evakuiert. Nach dem Kriegsende kehrten sie zurück, die Mehrheit wurde aber zuerst ins Sammellager in Nováky geschickt und dann nach Deutschland vertrieben. Das fast leere Dorf wurde dann von Slowaken wieder bevölkert, erreichte aber seinen ehemaligen Einwohnerzahl nicht wieder.

## Bevölkerung
| Jahr                | 1994 | 2004    | 2014    | 2024    |
| ------------------- | ---- | ------- | ------- | ------- |
| Anzahl der Personen | 1072 | 1099    | 1113    | 1076    |
| Unterschied         |      | +2,51 % | +1,27 % | −3,32 % |

| Jahr                | 2023 | 2024    |
| ------------------- | ---- | ------- |
| Anzahl der Personen | 1061 | 1076    |
| Unterschied         |      | +1,41 % |

## Sehenswürdigkeiten
- ursprünglich gotische römisch-katholische Kirche aus dem Jahr 1464